# Lepilemur ankaranensis
Lepilemur ankaranensis là một loài động vật có vú trong họ Lepilemuridae, bộ Linh trưởng. Loài này được Rumpler & Albignac mô tả năm 1975.

## Hình ảnh

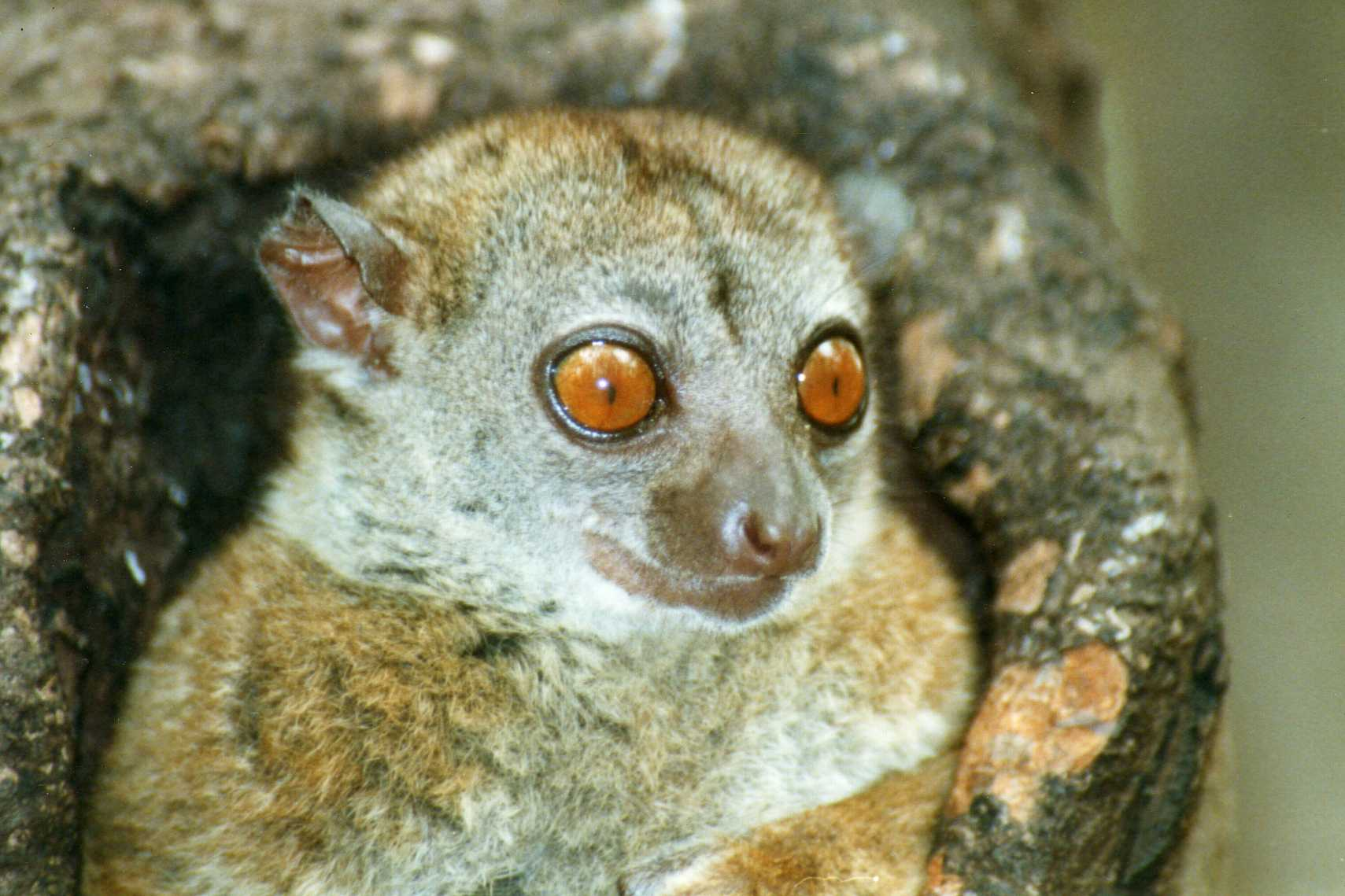
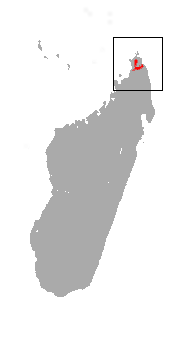